# Osnovna šola Ledina
Osnovna šola Ledina je osnovna šola v Ljubljani. Sestavljajo jo matična šola s sedežem na Komenskega ulici in bolnišnični šolski oddelki na Univerzitetnem kliničnem centru v Ljubljani. Obiskuje jo 407 učencev, ki so stari od 6 do 15 let. Razporejeni so v 18 oddelkov. Zaposlenih je 73 strokovnih in 11 tehničnih delavcev.